# Alexander Aigner

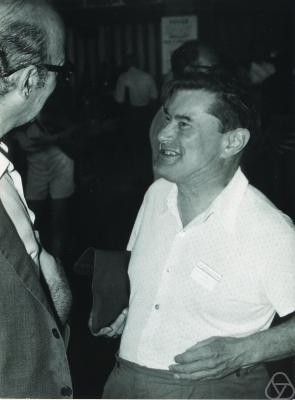
Alexander Aigner (1970)

Alexander Aigner (* 18. Mai 1909 in Graz; † 7. Juni 1988 ebenda) war ein österreichischer Mathematiker. Er war ordentlicher Universitätsprofessor für Mathematik an der Karl-Franzens-Universität in Graz.

## Leben
Alexander Aigner war einer der drei Söhne von Walter Aigner und Oktavia Aigner-Rollett. Er studierte in Graz Mathematik und Physik (unter anderem bei Tonio Rella), wurde dort 1936 bei Karl Brauner promoviert (Mathematische Behandlung des Einsiedlerspieles in der Ebene und im Raume) und war dann Assistent an der 2. Lehrkanzel für Mathematik der Technischen Hochschule Graz (heute: Technische Universität Graz). Aigner publizierte in der NS-Zeitschrift „Deutsche Mathematik“, in der rassenideologische Positionen vertreten wurden. Im Zweiten Weltkrieg war er bei OKW/Chi unter Erich Hüttenhain in der Entzifferung ausländischer Chiffriersysteme tätig.
1947 habilitierte er sich an der Karl-Franzens-Universität Graz, wo er bei Georg Kantz eine Assistentenstelle erhielt, wurde 1957 Extraordinarius und schließlich 1969 ordentlicher Professor, bis zu seiner Emeritierung 1979. Seine Hauptfachrichtung war die Zahlentheorie. Neben seiner fachlichen Tätigkeit entfaltete er auch eine schriftstellerische Tätigkeit. Er war Mitglied im Steirischen Schriftstellerbund und im Bund steirischer Heimatdichter. Nach zwei Gedichtbänden veröffentlichte er 1978 als Sondernummer der Berichte der Mathematisch-Statistischen Sektion im Forschungszentrum Graz eine Sammlung heiterer mathematischer Gedichte mit dem Titel „Tangenten an den Frohsinn“.

## Gedichte (Auszug)
Ein Auszug seiner Gedichte
- An die Anfänger
- Wie man leicht sieht
- Zuruf an die Kreisquadratoren
- Die Quadratwurzel
- Lob der Unteilbarkeit
- Welt im Walzer
- Der Fehler
- Mathematische Gstanzln
- Weitere mathematische Gstanzln

## Publikationen
- Kriterien zum 8. und 16. Potenzcharakter der Reste 2 und -2, in: Deutsche Mathematik, Bd. 1939, S. 44.
- Mathematische Behandlung des Einsiedlerspieles in der Ebene und im Raume, in: Deutsche Mathematik, Bd. 1940, S. 12.
- Die Zerlegung einer arithmetischen Reihe in summengleiche Stücke, in: Deutsche Mathematik, Bd. 1941, S. 77.

## Grabstelle
Alexander Aigner ist im Familiengrab am Grazer Zentralfriedhof (Feld 10d III 1) begraben.

## Werke
- Literatur von und über Alexander Aigner im Katalog der Deutschen Nationalbibliothek
- Alexander Aigner: Zahlentheorie. Berlin, New York : de Gruyter 1975; ISBN 3-11-002065-3.
- Alexander Aigner: Tangenten an den Frohsinn. Graz 1978. Sondernummer der Berichte der Mathematisch-statistischen Sektion im Forschungszentrum Graz.